# Moclín
Moclín – gmina w Hiszpanii, w prowincji Grenada, w Andaluzji, o powierzchni 113,11 km². W 2014 roku gmina liczyła 4059 mieszkańców. Bitwa o Moclín odbyła się tam w 1280 roku.